# 中世西洋音楽
中世西洋音楽（ちゅうせいせいようおんがく）は、中世ヨーロッパの音楽を指す。古代の音楽とルネサンス音楽の間に当たる。

## 時期および時代区分
西洋史における中世は、一般に４～５世紀の西ローマ帝国末期から15世紀頃までとされる。音楽における中世も概ね時期は一致するが、開始時期についてはローマ帝国のキリスト教受容を起点として4世紀とするもの、「400年から500年頃から」とするもの、5世紀半ば過ぎからとするもの、グレゴリオ聖歌を起点として9世紀から記載するもの、あえて明示しないものなどがあり、終わりに関しても「14世紀まで」「15世紀前半まで」「1450年頃まで」など様々見られる。
また、長く取れば1000年以上におよぶ音楽における中世には内部の時代区分がありうるが、これもほぼ西洋史に準拠して「初期（～900）」「盛期（900～1300）」「後期（1300～）」とするもの、様式上の区分で「初期中世（～850）」「ロマネスク（850～1150）」「ゴシック（1150～1450）」とするもの、特に区分しないが14世紀のみ「アルス・ノヴァ（フランス）」「トレチェント音楽（イタリア）」とするものなど様々見られる。

## 概要
中世西洋音楽は、キリスト教聖歌、特にローマ・カトリック教会の典礼聖歌であるグレゴリオ聖歌の成立と、もともとその聖歌の敷衍・拡張として始まったポリフォニー（多声音楽）の発達を最大の特色としている。初め単旋律だった聖歌に、早くも9世紀には典礼をより荘重にするために新たに説明的な歌詞をつけたり旋律の音数を増やして拡張したり（トロープス）、同じ聖歌を異なった高さで同時に歌って重厚な響きを添えたり（オルガヌム）ということが行われ始める。やがてオルガヌムは独立性を高め、11世紀には聖歌の旋律にのせて新しい装飾的な旋律を歌うようになった。12世紀後半から13世紀前半にはパリのノートル・ダム寺院で、モード・リズムと呼ばれる明確なリズムを持つ2～4声部の華麗なオルガヌムが歌われ、14世紀のマショーの4声の「ノートルダム・ミサ曲」（ひとりの作曲家によって通作された最古の多声ミサ）や数々のモテットに至る。
その一方で、世俗音楽も盛んであったことが推察され、11世紀末以降には記録に残り始める。その担い手は、騎士歌人（宮廷歌人とも）や大道芸人や職業芸人（以前はこれらは混同され「吟遊詩人」などと呼ばれていた）、遍歴学生などであった。世俗歌曲は単旋律であったが、中世盛期以降にはこうした単旋律世俗歌曲の形式と（ラテン語ではなく）俗語による宗教歌が見られ始めたり、逆に宗教音楽に由来するポリフォニーの技法による世俗音楽が書かれるようになったりしている。先のマショーは、世俗音楽であるビルレー（単旋律）やバラード（多声音楽）を次の15世紀に流行する世俗歌曲様式で書き、時代を代表する作曲家が宗教音楽のみならず世俗音楽を書いた史上初めての例となった。このようにして、中世ヨーロッパにおいて、芸術音楽の作曲とは「広義の多声音楽をつくること」を意味するようになり、世界的に見た時の西洋音楽の特徴の一つとなった。
中世ヨーロッパにおいては、音楽は自由七科の一つとして必須の学とされたが、それは「音それ自体に即した自律的なもの」というよりも「感覚を超えた超人間的なものの啓示」「世界を調律している秩序」であるととらえられる傾向が強かった。このため中世の音楽理論においては、実際の音楽を離れた抽象的な思索が珍しくなく、古代ギリシアの音楽理論の中核をなしていた数理論、象徴論、エートス論などが、キリスト教的変容を遂げて展開されており、音組織、旋法、リズム、協和、記譜法などの音楽の実践面にも少なからぬ影響を与えていた。が、教会の権威が失墜するとともに諸民族の強力な国家体系が成立してくる14世紀以降、世俗音楽が高度に発展し、宗教音楽においても宗教性の重視よりも純音楽的要請による傾向が強くなり、次のルネサンスの萌芽が見え始める。

## 時代区分別
ここでは、記事で扱える範囲を最も広くとって4世紀から1450年までとし、時代区分は西洋史に準拠した「初期（～1000）」「盛期（1000～1300）」「後期（1300～）」を基本としつつ、別種の区分や様式上の区分を併用し、850年まではおよそ250～300年刻み、以後はおよそ150年刻みでの記載を試みる。

## 初期中世①　4世紀～6世紀

### 略史
ローマ帝国は度々キリスト教徒を迫害したが、最終的に313年にキリスト教を公認して受け入れ、さらに392年には国教とし、ローマ帝国はキリスト教国家となった。ローマ司教は聖ペトロの後継とされ、全てのキリスト教会の頂点に立つ教皇権が形成されていく。中でもレオ1世は、西ローマ皇帝が何もできないなか、二度にわたって蛮族と直接交渉してローマを守るなど世俗面でも活躍し、カトリック教会とローマ教皇の権威を大いに高めた。
一方、376年にはゲルマン民族の大移動が始まり、395年に分裂してできた西ローマ帝国領内に侵入を繰り返し、帝国領内にゲルマン人国家を形成していく。476年にはオドアケルが西ローマ皇帝を廃位し、6世紀のゴート族や東ローマ帝国の占領と破壊はローマを廃墟同然としたが、ローマ史の伝統はローマ教皇の歴史に受け継がれていく。またゲルマン人国家のうちフランク王国は486年にシアグリウスのローマ人国家を滅ぼして以降拡大を続け、やがて西ヨーロッパの大部分の政治的統一を達成する。

### 宗教音楽
キリスト教に先立つユダヤ教において既に旧約聖書の詩篇を歌う習慣があり、新約聖書にもイエスが弟子たちと共に最後の晩餐の後に（おそらく）詩篇を歌う場面がある。古代においてキリスト教の中心だったのは東方であったが、西方においてもその伝統を受け入れる形で、4世紀以降、ミラノのアンブロジオ聖歌、アルプス北方のガリア聖歌、スペインのモサラベ聖歌などの地方的な典礼が形成されていった。4～5世紀の教父アウグスティヌスの著作《告白》には〈少し前からミラノの教会では，多数の聖職者が声と心を聖なる熱心でひとつにあわせ，人の心を慰め教化する旋律で礼拝を行うようになった。…この頃、東方教会の慣習にならって、会衆の心が悲しみに沈み、飽き飽きしないようにと、賛歌と詩篇の歌が採り入れられたのである〉とある。
3世紀末以降、キリスト教への改宗者の増加に伴い、キリスト教社会は緊張を欠くようになったが、一部の熱心な信者が都市から離れ荒野で過酷な貧困生活を送って修行するようになり（隠修士）、やがて彼らをまとめて宗教的な共同生活を送る集団が現れた。こうして建てられたのが修道院で、各地に多くの修道院が創設されたが、その中でも529年頃に建てられたモンテ・カッシーノ修道院は音楽においても重要な修道院である。創始者の聖ベネディクトゥスがつくった戒律では、日常の礼拝が音楽と深く関係づけられていた。また彼が創立したベネディクト会はヨーロッパの修道院の規範となった。
590年に教皇に選出されたグレゴリウス1世は、数々の業績と心の広さと共感できる人柄などによって当時の人々に大変愛され、実質的な最初のローマ教皇とされるが、音楽においては典礼音楽の発展に力を尽くし、スコラ・カントルム(「歌手の学校」の意)と呼ばれる聖歌学校を整備・拡充した。後のグレゴリオ聖歌は、彼の名にちなんでいる。
アウグスティヌスは〈歌の内容にではなくて、歌そのものに感動したときには、罪を犯したような気持になる〉という言葉を残しており、礼拝に対して音楽を使うことへの懐疑はこの後も折に触れて西方のキリスト教世界で思い出されることになる。また6世紀初頭のボエティウスの「音楽教程」は、ギリシャ時代の代表的な音楽論を伝え、音楽を「世界を調律している秩序」と捉え、音楽を「宇宙の音楽（ムジカ・ムンダーナ、四季の変化や天体の運行などを司る秩序）」「人間の音楽（ムジカ・フマーナ、人間の心身の秩序を司る秩序で乱れると病気になったり性格が曲がったりする）」「楽器の音楽（ムジカ・インストゥルメンターリス、実際に鳴る音楽で、声楽も含まれる）」に分類し、実際に鳴る音楽を最も下位に置いた。これは中世を通じて広く読まれ、中世の音楽に対する基本的な考えとなった。

### 世俗音楽
一方、都市と群衆が成立した古代ギリシアからローマにかけ、ヨーロッパでは各地を渡り歩く職業芸人が隆盛を示していた。軽業（かるわざ）、動物芸、奇術、音曲をはじめとして路上美術に至る、あらゆる種類の大道芸がこの時期に演じられている。好ましい大道芸とされたのは、笛やシンバルを奏する街頭音楽と踊りであった。これらは精神を健全にする効果があると信じられ、教育的にも重視されたという。以後中世を通じて世俗音楽が盛んであったことが種々の資料から推察される。

## 初期中世②　7世紀～850年

### 略史
イスラム教が創始され、イスラム帝国が拡大を始める。ウマイヤ朝は711年にイベリア半島に侵入し西ゴート王国を滅亡させたが、732年のトゥール・ポアティエ間の戦いでフランク王国に敗れた。また西ゴート王国の残党は722年以降イスラム教徒への反撃を始める（国土回復運動）。
一方、フランク王国ではカロリング朝の開祖ピピン3世が754年と756年にランゴバルド族を打ち破って獲得した土地を教皇に寄進し、ローマ教皇を元首とする国家（教皇領）が生まれた。次のカール1世は戦争に明け暮れ、804年にザクセン人の征服を完了してフランク王国は最大となった。また800年に西ローマ皇帝の冠を教皇レオ3世から授けられ、カール1世はカール大帝（シャルルマーニュ）となり、5世紀に滅亡した西ローマ帝国が復活した。これにより、フランク王国・ローマ教皇ともに東ローマ帝国に対抗できる勢力となり、また古典古代・ゲルマン人・キリスト教からなる西ヨーロッパ文化圏が成立した。

### グレゴリオ聖歌成立
グレゴリオ聖歌は単旋律・無伴奏で、ラテン語聖書からなる典礼文を歌詞とし、8種類の教会旋法に分類される。リズムは近代音楽における機械的拍節感とは無縁である。グレゴリオ聖歌は正式には「ローマ式典礼聖歌」と呼ぶべきものだが、グレゴリウス1世にちなんで770年頃からグレゴリオ聖歌と呼ぶ習慣が生じた。しかしグレゴリオ聖歌の形成については、「（フランク王国による西ヨーロッパ統一が進められる中で）ガリア・アイルランドの地域の聖歌やモサラベの聖歌が融合された」「グレゴリオ聖歌の主要部分は、どんなに早くとも８世紀か９世紀ごろアルプスの北のガリア・ゲルマン世界で成立したものであるという見方が有力になっている」などとされており、場所も時期もグレゴリウス1世とは一致せず、グレゴリウス1世の名は伝統性を強調するために使われてきたと考えられている。
ピピン3世は従来フランク王国で歌われていたガリア聖歌を禁止し、ローマ典礼に統一することを規定し、聖歌隊学校を設立した。カール大帝は聖歌隊学校をさらに増設し、聖職者たちに「ローマで歌うようなやり方で歌う」ように指示した。カール大帝に関しては宮廷付属学校を設立してアルクインを招き寄せたことが有名だが、789年の法令でその学生たちに「文法・算術・詩篇唱・および聖歌を学ぶこと」を指示している。こうした動きは彼らの統一運動とも、ローマ教皇と共存する政策とも一致する。7～12世紀にはローマ教会の勢力拡大のため、ローマ教会の聖歌をヨーロッパ全域に広める努力がなされ、グレゴリオ聖歌は広範囲につたわった。その活動の中心となったのは、教会、修道院、教会学校であった。

## 初期中世③　ロマネスク　850年～1000年

### 略史
9～10世紀は政治的解体と侵略の危機の時期とされる。カール大帝の死後、フランク王国は東・西フランクとイタリアに三分裂する。このころ、北方からはヴァイキングが、ドナウ川東方からはマジャール人が侵入してくる。マジャール人を食い止めたオットー1世は、教皇領に侵入したイタリア王の討伐を行い、962年に帝冠を授けられ、事実上の機能停止に陥っていた皇帝権は以後ドイツ諸王によって担われることとなり、東フランク王国は神聖ローマ帝国となった。

### グレゴリオ聖歌の拡張
9世紀には、典礼をより精緻で壮麗なものとするため、すでに存在する聖歌の拡張が盛んに試みられた。その一つの方法が、聖歌の声部と別の声部を同時に歌うもので、オルガヌムと呼ばれる。9世紀末の音楽理論書《ムシカ・エンキリアディス（音楽の手引き）》にはその最古の例が見られ、元となる聖歌の完全5度下あるいは完全4度下に平行移動する対旋律をつけて歌うことから、「平行オルガヌム」と呼ばれる。元となる聖歌の下と対旋律の上にそれぞれオクターブ離れた声部を重ね、4声の平行オルガヌムとした例も紹介されている。こうした平行オルガヌムには声部の独立性は希薄であり、ポリフォニー（多声音楽）と呼ぶことにはまだ無理がある。しかし、のちには付加された声部が独自の対旋律を持つようになっていく。こうしたオルガヌムは、ポリフォニーと呼ばれる音楽構造の第一歩であり、ポリフォニーの広範な使用を際立った特徴とする西洋音楽史上極めて重要なものである。
聖歌の拡張のもう一つの方法が、聖歌の旋律にもとから含まれていたメリスマ的な楽句に対して説明的な語句など新しい歌詞を付け加えたり、前後あるいは途中に旋律と歌詞の双方を追加したりするもので、トロープス（ギリシア語の「言い回し」に由来）と呼ばれる。全体としては旋律と歌詞の双方を追加するものが多数を占めている。こうしたトロープスのうち、アレルヤ唱に続く長いメリスマに対して歌詞を付け加えたものはセクエンツィア（続唱）と呼ばれるようになり、後に多くの曲を生み出すことになる。

#### 典礼劇の起源
また初期のトロープス《だれを捜し求めるのか》に見られる天使と3人のマリアの間のやり取りを対話形式で表したものは10世紀にはミサと切り離され、教会堂の一角にすえられた簡単な舞台装置で小規模な劇として行われるようになり、典礼劇として発展を始める。

#### 最初期の記譜
9世紀末までは聖歌は全て口承で伝えられていた。9世紀終わりごろに「ネウマ」とよばれる記号が歌詞の上に手書きで書かれるようになり、グレゴリオ聖歌が記録に留められるようになる。しかし初期のネウマは旋律のすすむ方向（上行か下行か）や旋律パターンを大まかに指示するだけで、音価は曖昧であった。これは文法上のアクセント記号に端を発しているためで、覚え書き程度のものであり、知らない歌をそこから読み取って歌えるようなものではなかった。少し経って、ネウマをいろいろ異なった位置に置き、音高をできるだけ正確に表示しようとする音高ネウマが現れるが、リズムについてはまだ曖昧であった。

#### 有力修道院の誕生
613年にスイス山中に建設された僧房は720年にザンクト・ガレン修道院として確立され、間もなくベネディクト会に転換した。図書館･学校を中心とする学問･教育活動は著しく、写本画、手工芸品、教会音楽など芸術面での功績も大きい。9世紀起源の現存する最古の聖歌譜で知られるが、古い形のネウマが暗示的に表していた微妙な音楽的要素が失われないよう、音高ネウマを避け続けたことでも知られる。トロープスやセクエンツィアの初期の作者として知られるザンクト・ガレン修道院の修道士ノトケル・バルブルス（吃音のノトケル、840頃～912）は、以前はセクエンツィアの創始者と考えられていたが、現在では既に存在していたそれらの大成者と考えられている。

## 盛期中世①　前期ゴシック　1000年～1150年

### 略史
神聖ローマ皇帝と教会は聖職者の叙任権を巡って対立し（叙任権闘争）、1077年のカノッサの屈辱はその頂点であった。その結果皇帝権がローマの至上権に屈し、教皇権が勝利したが、その後も緊張関係は続いた。が、1096年に派遣された第1回十字軍の成功は、12～13世紀のローマ教皇の絶頂期を出現させた。
10世紀末以降、教会が主導した騎士の私闘を抑制する「神の平和」運動や、最終的にはキリスト教徒同士の戦闘を禁止するに至った「神の休戦」運動により、騎士たちは「キリストの戦士」として教化され、異教徒や異端に対する聖戦を使命とするに至る。12世紀には騎士の規範は「騎士道」として形をなしていき、騎士の使命は十字軍で戦うこととされた。
三圃制の普及に伴い農業生産性が著しく高まり、民族移動の時代は終わり、定住人口が飛躍的に増大し、大規模な経済発展が見られるようになる。都市が復活し、商人ギルドや職人ギルドの活躍で大規模な商業も発達した。国土回復運動の結果、カスティリャ王国は1085年にトレドを奪還し、以後トレドは、イスラム圏に残された古代ギリシアの古典がヨーロッパに流入する拠点の一つとなった。

### オルガヌムの発展
オルガヌムは11世紀になると、聖歌の声部が下声に移り、反進行や斜進行をも加え各声部が自由に動くようになり、時には声部交差をも行う「自由オルガヌム」に発展する。12世紀に入ると、聖歌の声部の1音符と対旋律の1音符という対応関係が崩れ、下声部に置かれ長く引き伸ばされた聖歌の声部1音符に対して対旋律が音をいくつもメリスマ的に連ねて歌う「メリスマ的オルガヌム」が現れる。ただし実例としては、自由オルガヌムとメリスマ的オルガヌムの中間的な形態の、聖歌1音符に対して対旋律2～4音符の様式が多く、1曲の中でメリスマ様式と中間的な形態が交互に並置されるのが普通である。
こうした実例は、イングランドのウィンチェスター大聖堂に伝わる11世紀半ばの「ウィンチェスター・トロープス集」や、当時フランス王を凌ぐ繁栄を見せていたアキテーヌ公国（フランス南西部）のリモージュにあった聖マルシアル修道院で12世紀初めにつくられた写本や、エルサレムやローマに匹敵する三大巡礼地の一つであるスペインのサンティアゴ・デ・コンポステラで12世紀につくられたカリクストゥス写本によって知られる。ウィンチェスター・トロープス集はイングランド独特のネウマ符で記され、実際の音の判読はほぼ不可能であるが、聖マルシアルとサンティアゴ・デ・コンポステラの曲集はアキテーヌ方式とされるネウマ符で記され、音の高さもほぼ正確に示されている。が、リズムの表示はされていない。

#### 譜表記譜法
1000年頃には譜表記譜法（譜線を用いた記譜法）が生まれ、相対的な音高が正確に正確に表示されるようになった。11世紀初めのイタリアの音楽理論家グイード・ダレッツォは、等間隔で水平に3～4本の直線を引いて線上または線間に音符を書き入れて音高を示す記譜法を考案し、グレゴリオ聖歌を記録した。また、階名唱法を考案して楽譜の視唱を容易にし、現在のドレミのもとになるものをつくった。

### トルバドゥールの誕生とジョングルールの活躍
11世紀末、フランス国王よりも広い所領を持っていたアキテーヌ公・ポワティエ伯のギヨーム9世は、最古のトルバドゥール（騎士歌人・宮廷歌人、以前は吟遊詩人と呼ばれた）として記録に残る。トルバドゥールとは11世紀末から13世紀末にかけて、南フランスを中心に活躍した抒情詩人兼作曲家の総称である。彼らは「抒情詩は歌謡である」と考えた古代ギリシア人に倣って詩作をした。歌詞は中世ヨーロッパの文語であるラテン語ではなく彼らの口語であるオック語で書かれ、民衆歌謡から新たな詩形・旋律・リズムを取り入れている。トルバドゥールは400人以上が知られるが、その多くは貴族であり、王侯も含まれる。背景には、騎士たちの交流が盛んとなる中、自分が単なる武人ではなく教養人であることを示す目的があったとする推測がある。歌詞の中心的な主題は宮廷風恋愛であるが、騎士道、宗教、政治、戦争、葬儀、自然におよび、約300の旋律、約2600の詩句が残っている。この時代の記譜では音の長短がはっきりつかめないが、メリスマ唱法でゆったりとしたテンポで歌われたと推測されている。名高いトルバドゥールとして、先に挙げたギョーム9世のほか、北フランスでも有名になったベルナルト・デ・ヴェンタドルンや第4回十字軍に参加したランボー・ド・ヴァケイラス、ダンテの神曲に影響を与えたアルノー・ダニエルなどが挙げられる。女性のトルバドゥールはトロバイリッツと呼ばれ、自身の愛を歌にしたベアトリッツ・デ・ディアや失意の詩人を救った恋愛討論詩が知られるマリー・ド・ヴァンタドゥールなどが挙げられる。13～14世紀に編纂された「ヴィダス（伝記）」と「ラツォス（注解）」と呼ばれる評伝や作品を伝える30ほどの写本によって知られている。
中世の職業的音楽家として、ジョングルール（大道芸人）とメネストレル（職業芸人）が挙げられる。ジョングルールは各地を巡る旅の芸人であるが、有力者の館や城で芸を披露するうちに彼らの許に留まるよう誘われ、仕えるようにもなった芸人がメネストレルである。もともと彼らが扱う世俗音楽はその場の演奏を楽しめればよく、記録する発想はなく、仮に記録したくても文字や楽譜を書き記す能力がなく、彼らの音楽はもっぱら口伝で習得・伝達されていた。が、彼らはトルバドゥールの伴奏や、遠隔地での歌や演奏を担当するようになり、トルバドゥールの歌曲をヨーロッパ各地に伝えた。彼らの中にはお抱えジョングルールからトルバドゥール身分に出世する者や逆に後者から前者に没落する者などが現れ、両者の混交が存在した。彼らの音楽には直接記録されたものはないが、先述のランボー・ド・ヴァケイラスの《五月の一日》はジョングルールが演奏する舞曲（エスタンピー）の旋律に詩をつけたと伝えられ、事実なら奇跡的に残されたジョングルールの舞曲と言うことになる。

## 盛期中世②　後期ゴシック　1150年～1300年

### 略史
エルサレムはイスラームに奪還され、13世紀初めの第4回十字軍は同じキリスト教徒のコンスタンティノープルを攻撃・占領し、十字軍運動は変質して経済的な目的が強くなっていく。以後の十字軍は一時を除いて聖地奪還に失敗し、教皇権の衰退につながっていく。十字軍は1270年を最後に行われなくなり、1291年には西アジア最後の十字軍拠点のアッコンが陥落し、十字軍の時代は完全に終わった。
都市の繁栄と十字軍に伴う東方からのギリシア古典文化の流入は、12世紀ルネサンスと呼ばれる知的高揚を生み出した。こうした背景のもと、都市に集まっていた教師（その多くは聖職者であった）と学生が形成していた私塾は手工業者の同業組合に倣ってギルドを形成し、大学が設立されていく。〈自生的大学〉と呼ばれるボローニャ大学、パリ大学、オックスフォード大学などは、12世紀後半から13世紀にかけて形成されている。こうした学問の世界に新風を吹き込んだのは、ギリシア思想といえばプラトン一辺倒だったところにアラブから持ち込まれたアリストテレス思想であった。

### ノートルダム楽派
はじめ修道院を中心に発展した多声音楽は、ゴシック様式の大聖堂が次々つくられる頃になると、都市の大聖堂にその場所を移すことになった。都市の大聖堂で多数の聴衆に聴かれるようになったことで、多声音楽はそれまでの小規模な形を脱し、祝典的な構成の大楽曲に変化してゆく。その中心となったパリのノートルダム大聖堂（1163年起工）では、12世紀半ばから13世紀にかけてレオニヌスとペロティヌスといった優れた人物が現れ、ノートルダム楽派と呼ばれる。レオニヌスが〈オルガヌム大全〉で示した2声のオルガヌムでは、ラテン語のアクセントが強弱ではなく長短であることを応用し、古典詩の韻律に基づいて6つのリズム型とその表記法を定め、それらを基本として新しい楽譜の記し方を工夫している。これはモード記譜法と呼ばれる。その結果、現代の耳には6拍子と感じられるような強烈なリズムが耳に残ることになる。ただレオニヌスの作品は即興で歌ったものを後で書き記した可能性が強く、リズムの表示は必ずしも明確ではない。それに対してペロティヌスはレオニヌスの曲集を改訂し、3声や4声の作品としたため、即興というわけには行かず、最初から書き留める必要があり、リズムの表示もより明確なものとなった。このようなノートルダム楽派の音楽に関して、皆川達夫は「多声音楽の一つの頂点」としている。ペロティヌスのオルガヌムは13世紀後半のパリにおいて（おそらくそれ以後も）なお歌われ、彼らの作品は何度となく書き写され、ヨーロッパ各地（ドイツ・イタリア・スペイン・スコットランドなどに写しが残る）に伝えられた。しかしそれに続くオルガヌム作品は知られる限り存在せず、1200年の時点でオルガヌムは250年にわたる歴史の最終段階を迎えていたと言える。
もともと多声化されたオルガヌムには、オルガヌム様式（元の聖歌を長く引き伸ばした声部の上でメリスマ的な旋律が展開）とディスカントゥス様式（聖歌の声部とオルガヌムの声部がほぼ1対1に対応する）が現れていたが、ノートルダム楽派では、オルガヌム様式部分の聖歌の声部は極端に長く引き伸ばされ、ディスカントゥス様式部分では全声部にモードリズムが使われるようになった。この部分の様式はクラウスラと呼ばれる。クラウスラはやがて独立した楽曲となって単独で歌われるようになり、さらにはもともと母音で歌われていたその上声部に新たな歌詞がつけられ、新たな歌詞を得たその声部・やがては楽曲そのものがモテット（モテトゥスとも、「言葉」の意）と呼ばれるようになり、13世紀以後数多く作曲されていく。

#### イングランドの聖歌
イングランドではノルマン・コンクエストに伴い数多くの司教座聖堂が生まれ、それぞれ固有の典礼を持つに至ったが、そのうちソールズベリー教区では独自の聖歌集を編纂して用いた。現存する最古の写本は13世紀のもので、ソールズベリー聖歌（セーラム聖歌）と呼ばれる。グレゴリオ聖歌と同様の特徴を持つが、音域はより狭く、より形式的な構造を持ち、より「移調」（音高の変更）を多用する。これらは特に15～16世紀のポリフォニーに素材を提供している点でも重要である。
13世紀のイギリス音楽には同時代のフランス音楽の影響が認められ、ノートルダム楽派の技法をいち早く取り入れたのもイギリスであったが、ノートルダム楽派のレパートリーにはソールズベリー聖歌集特有の定旋律が含まれており、また当時フランスで活躍した重要な音楽理論家の中に3人のイギリス人（ガルランディア、第4無名者、オディントン）がいて、ノートルダム楽派の作品を含む最初期の写本がスコットランドで成立した事実は、イギリスとフランスの間の影響関係を物語っている。

### モテットの誕生と発展と世俗化
モテットは初期においては新しい歌詞はラテン語で書かれ、その内容も元の聖歌の内容を解説・展開するようなものであったが、歌詞の内容は次第に元の聖歌を離れ、さらには全く関係ないような内容となっていき、13世紀を通じて次第に世俗化していく。言語もラテン語である必要がなくなり、フランス語でつけるようになった。また複数の対旋律に異なる歌詞をつけて歌うのが一般的となり、聞き手が歌詞を聞き取るのが難しくなった。こうしたモテットは、初期には聖職者や神学生によって書かれたものと考えられるが、ポリフォニー音楽の作法が大学での教育などを通じて教会の外部に伝えられて新たな発展を遂げ世俗化したという。実際、後述するトルヴェールの一人とされるアダン・ド・ラ・アルはパリ大学に学んで少なくとも5曲のモテットを残しており、恋の悩みや政治風刺などを歌詞に含んでいる。こうした権力批判・社会風刺的な歌詞を歌のに、歌詞を聞き取りにくいのは好都合だったという推測がある。

#### ゴリアール
大学が増えた13世紀には、修学途中で脱落し、あるいは大学を出ても就職できぬまま地方を放浪した「放浪学生（ゴリアール）」が多く輩出したが、彼らは酒色におぼれ、高位聖職者、ときには教皇庁を攻撃するのみならず、聖書や祈裳文をもじった不穏な言葉をまき散らすとして、繰り返し教会から厳しい非難の対象となった。酒と女から得られる快楽を歌い、高位聖職者を風刺した詩を残しており、最も著名なのはバイエルンのボイエルン修道院に伝えられた「カルミナ・ブラーナ」である。

#### 記譜法と重要写本
この時代のポリフォニーの記録としては、モンペリエ大学医学部に所蔵されているモンペリエ写本、北スペインのラス・ウエルガス修道院で筆写されたラス・ウエルガス写本、バンベルク大聖堂に長年保管されていたバンベルク写本などが名高い。これらは「異なる長さの音符は、異なる形で示す」という明快な方法で記譜され、定量記譜法と呼ばれる。が、三位一体から「完全なものは三つから成る」という考え方を反映してか、音符の分割は三分割を基本としており、表記は複雑であった。こうした初期の定量記譜法を実用に耐えるものとして体系化したのが、1280年頃に書かれたケルンのフランコの理論書「計量歌唱法 Ars cantus mensurabilis」である。

#### 典礼劇から受難劇（聖史劇）へ
典礼劇は行われ続けており、ルペルツベルク女子修道院長で西洋音楽史上初の女性作曲家とされるヒルデガルト・フォン・ビンゲンは1158年以前に修道女全員が参加する「オルド・ウィルトゥトゥム（道徳劇『諸徳目の秩序』）」を書いている。また当初は教会堂の一角で行われていたものが教会堂全体に、さらには教会や修道院を出てその前の広場へと移り、劇の言語はラテン語から各地の口語へ、演じ手は聖職者から一般民衆へ移行し、降誕祭劇・復活祭劇・三王来朝劇などそれぞれの祝祭日に行われた劇が13世紀には集大成されて受難劇（聖史劇）となり、中世後期の一大文化財となった。12世紀末あるいは13世紀初めに、北フランスのボーヴェで上演された「ダニエル劇」は、劇的起伏に富み、楽譜も完全な形で残っている注目すべき作品である。

### トルバドゥールの影響

#### トルヴェール（北フランス）
12世紀中葉から、トルバドゥールの強い影響下に北フランスのオイル語を用いて詩作・作曲を行うトルヴェールが現れる。アリエノール・ダキテーヌ（ギョーム9世の孫娘）とフランス王ルイ7世の結婚が大きな契機となったという。さらにアリエノールはヘンリー2世と再婚していわゆるアンジュー帝国が成立するが、それに伴ってトルバドゥールたちの活動場所もアンジュー・ノルマンディー・イングランド等の北方に移っていき、彼らもトルヴェールと呼ばれる場合がある。トルヴェールはトルバドゥール同様、愛に関して歌っているが、トルバドゥールが女性の肉体の美しさをも賛美し肉体の愛を忌避していないのに対して、トルヴェールは愛の精神性と規範への関心を強めている。またトルヴェールは英雄叙事詩にも力を入れている。およそ1400の旋律と4000の詩句が残されている。13世紀初めのアルビジョア十字軍が南フランスの宮廷を荒廃させ、トルバドゥールが衰えていく中、その影響を後に伝えた。アーサー王物語や聖杯伝説など騎士道物語の作者としても名高いクレティアン・ド・トロワや、作詞・作曲ばかりでなく劇作者としても名高く中世喜劇の傑作「葉隠れの劇」や「ロバンとマリオンの劇」が有名なアダン・ド・ラ・アルが代表的である。アリエノールの息子のリチャード1世もトルヴェールとして高名で、「囚われ人は決して」は捕囚伝説とともに有名であるが、これは後世の作のようである。女性のトルヴェールはトルヴェレス（Trouveresse）と呼ばれ、ヘンリー2世とアリエノールのイングランド宮廷のメンバーと推測されるマリー・ド・フランスなどが知られる。

#### ミンネジンガー（ドイツ）
12世紀末以降を盛期として、トルバドゥールの影響のもと、ドイツ語で「愛（宮廷風恋愛）の歌い手」を意味するミンネジンガーが現れる。ベアトリス・ド・ブルゴーニュ（ブルゴーニュ女伯）と神聖ローマ皇帝フリードリヒ1世の結婚が大きな契機となったという。愛の歌とは言うものの、男女に共通の恋愛感情の自然の流露ではなく、貴婦人に対する騎士の一方的求愛の理想化表現であるのが特徴であり、女性詩人がいない。ヴァーグナーの楽劇「タンホイザー」のワルトブルク城の歌の殿堂の場に登場するタンホイザー、ウォルフラム・フォン・エッシェンバッハ、ナイトハルト・フォン・ロイエンタールらは、すべて実在したミンネジンガーであり、ワルトブルク城における騎士たちの歌合戦も、1206年に実際に行われたとする説がある。既出の者の他に重要な者は、ゲーテ以前のドイツ最大の抒情詩人とされるヴァルター・フォン・デア・フォーゲルヴァイデなどが挙げられる。ミンネジンガーについては14世紀初頭の「大ハイデルベルク歌謡写本（マネッセ写本）」や「イェーナ歌謡写本」などで知られる。

#### トロバトーレとラウダ（イタリア）
トルバドゥールの芸術は、13世紀のイタリアでトロバトーレの活動をうながし、ダンテらもその影響を受けたようであるが、トロバトーレの歌の楽譜は全く残っていない。13世紀には、アッシジの聖フランチェスコの宗教運動と結びついた典礼外の単旋宗教歌ラウダ（賛美の意）の創作が盛んになった。ラウダの歌詞は当時の中部イタリアの俗語で書かれており、その詩形には、北フランスのトルヴェールによって形の定められたヴィルレーの影響が認められる。ルーツは聖フランチェスコの「太陽の賛歌」に行きつく。

#### トロバドールとカンティガ（スペイン）
同じ頃スペインでは、トルバドゥールの歌から派生した俗語による単旋律宗教歌カンティガ（歌）が作られた。形式的にはラウダ同様、単旋律世俗歌の一形式であるヴィルレー（スペインではビリャンシーコ）と深いかかわりをもち、聖堂外での信徒の集団的な宗教行為（悔悛の苦行など）に用いられた。中でも自身もトロバドール詩人で最後の世代のトルバドゥールの庇護者でもあった賢王アルフォンソ10世の編纂による「聖母マリアのカンティガ集」が名高く、聖母マリアを賛美した中世ガリシア語で書かれた400以上の歌曲を含む。異教の女神信仰を思わせるマリア崇拝に対してキリスト教会は否定的だったが、中世の人々はしばしば神を迫害者、マリアを擁護者とみるほど先鋭化しており、カンティガ集は中世人の願いと痛烈な権威への批判を示すものという評価がある。

#### 舞曲
キリスト教権の強かった中世には、舞踏は異教的なもの・非宗教的なものとして、その音楽も記譜されることがなかった。しかし、トルバドゥールたちの出現とともに、一定の形式をもつ輪舞形態のエスタンピー（踏み鳴らすの意）やキャロル（中世フランス舞曲）が誕生し、歌われたり楽器で奏されたりし始めた。13世紀以降は舞曲が具体的に楽曲として残り始め、続く14世紀は16世紀とともに「舞曲の世紀」と呼ばれるに至る。

## 後期中世　アルス・ノヴァ　1300年～1450年

### 略史
14～15世紀は、ヨーロッパは増大した人口を抱えたうえ、地球の長期的な寒冷期にぶつかり、激しい飢饉に見舞われた。1315～17年にヨーロッパの広範な地域を襲った大飢饉はその代表的なものである。1348年にヨーロッパに波及したペストは、人口の1/3を死に至らしめ、ヨーロッパ荘園経済は衰微し、宗教と学問の権威は失墜し、中世的な秩序が崩壊し始める。1303年のアナーニ事件、1309年からのアヴィニョン捕囚、1378年からの教会大分裂は、教皇の権威を落とした。1339年～1453年の百年戦争は、教皇の調停力低下が引き起こし、長期化させたものでもあった。
一方、十字軍運動の影響で始まった東方貿易の拠点であった北イタリアでは商業都市が発展し、富豪が現れ新興の都市貴族として成り上がっていく傾向を見せる。都市の市民文化が成長し、ダンテ、ペトラルカ、ボッカチオらが現れ、文芸でルネサンスが始まる。さらに14世紀初頭にマルコ・ポーロの「東方見聞録」が読まれるようになり、1310年頃には羅針盤が発見され、未知の世界に対する関心が高まった。
ヴァロア朝3代目の国王シャルル5世の弟フィリップ（大胆公）は慣例に従って1363年にブルゴーニュ公となり、結婚を通じて広い領土を獲得した。彼の3代にわたる子孫はいずれも相続や購入によって積極的な領土拡大政策を採り、フランドルからスイスに至る巨大な国をつくりあげ、本家のフランスをしのぐようになった。ホイジンガが〈中世の秋〉で描写したこのブルゴーニュ公国は歴代君主が芸術を保護したので諸文化面とりわけ音楽分野でヨーロッパの中心的存在となり、多くの優れた音楽家を輩出することとなる。
各地の領邦君主領はその基礎を固め、諸侯の宮廷が領邦の政治的・文化的中心として権威と栄光とを競うようになっていく。ブルゴーニュ公国のディジョンとヘントに置かれた宮廷はその典型である。またイタリアではフィレンツェのパラッツォ・ヴェッキオ（1298建設開始）やヴェネツィアのパラッツォ・ドゥカーレ（総督宮、1309建設開始）などの支配者のための居館が建設され都市のシンボルをなし、それぞれの君侯は居館に廷臣を集め芸術家を抱えて栄華を誇るようになっていく。やがてこうした大規模な宮殿建築はアルプス以北にも広がっていき、このようなイタリア諸都市の宮廷人の姿はやがて最盛期を迎える宮廷文化の模範となって行く。

### アルス・ノヴァ
1322年頃、フランスの司教フィリップ・ド・ヴィトリは理論書「アルス・ノヴァ」（「新しい技術」の意）を著し、それまでの3分割（完全分割）に加えて2分割（不完全分割）も同等に扱い、さらに細かい音符も導入することで、前時代の音楽より自由で複雑なリズムを用いた音楽の記譜が可能となった。ヴィトリの理論は現在の記譜法の基礎となったが、二拍子系のリズムの導入は当時の宗教者たちの逆鱗に触れて大論争となり、ついにはアヴィニョン教皇庁のヨハネス22世から1324/25年に禁止令が出されるに至った。が、こうした抵抗に関わらず、以後のフランスにおいては「アルス・ノヴァ」の考え方に沿ったポリフォニーの発展が見られた。そのため14世紀のフランスの音楽は「アルス・ノヴァ」と呼ばれ、それと対比して13世紀のフランスの音楽を「アルス・アンティクア」と呼ぶ場合がある。

#### ギョーム・ド・マショー
以前は多声音楽といえばラテン語による宗教曲がほとんどだったが、14世紀に入るとフランス語やイタリア語で愛や生活感情を歌い上げる世俗多声楽曲が盛んになった。13世紀末に活躍した最後のトルヴェールのひとりアダン・ド・ラ・アルは既に3声のためのフランス語世俗歌曲を何曲か残している。アルス・ノヴァの代表的作曲家はボヘミア王兼ルクセンブルク伯ヨハンの司祭ならびに秘書で詩人のギョーム・ド・マショーで、当時最高の作曲家・詩人として国際的に名声が高かった。ヴィルレー・ロンド―・バラードといった世俗歌曲ではトルヴェールの単旋律歌曲の伝統を受け継ぎつつ、新しいリズムと多声書法による装いを施し、歌曲定型を確立し、以後のフランス多声歌曲の方向を決定づけた。すでに世俗化していたモテットでは、アイソリズム（イソリズムとも、定型反復リズム）の技巧を推し進めた。世俗音楽、モテットとも、フランス語の歌詞はマショー自身の作と考えられている。〈心情から作らない者は、その言葉も歌も偽って作ることになる Qui desentiment non fait/son dit et son chant contre‐fait〉という韻文による言葉を遺したマショーは、「みずからの心にたしかめつつ、作品を創り上げた音楽史上最初の個性ある芸術家であった」と皆川達夫は評価している。

#### 14世紀の宗教曲
14世紀の宗教曲は、アヴィニョン教皇庁でつくられたもののほか、見るべきものはほとんどないとされるが、マショーの〈ノートルダム・ミサ曲〉は、ミサの通常文（キリエ：あわれみの賛歌、グロリア：栄光の賛歌、クレド：信仰宣言、サンクトゥス：感謝の賛歌、アニュス・デイ：平和の賛歌）を1人で全て作曲した最古の例であり、15世紀中葉以降一般化するミサ曲の創作を先取りしている。このように、マショーは当時用いられていたほとんどの音楽形式による曲で知られる。また、スペイン（カタルーニャ）・バルセロナ郊外の、黒い聖母で知られるモンセラート修道院に伝わる「モンセラートの朱い本」は、初期多声聖歌の発達においてスペインが他国に劣らなかったことを示す価値の高い資料である。

#### 受難劇（聖史劇）全盛
受難劇は、15世紀にかけてヨーロッパ中に浸透し、キリストの全生涯・旧約聖書中のエピソードや外典中の物語・さらには土着的な伝承なども付け加えるという形で大規模化・世俗化していった。劇の中では、ときに悪魔が跳梁跋扈し、舞台の袖にはグロテスクに表現された地獄が大きな口をあけていた。1452年には聖史劇の頂点であるグレバンの《受難の聖史劇》も出現した。これは初日（天地創造から受胎告知）、2日目（バプテスマのヨハネの場から最後の晩餐）、3日目（ゲッセマネから磔刑）、4日目（復活）の構成で、登場人物が数百人、詩句の総行数は3万4574行という、途方もなく大規模なものであった。世界演劇史をみても、このような形での民衆の熱中によってささえられた演劇はほとんど見られない。しかし、以後ルネサンスに入り、宗教改革の影響にもさらされ、こうした受難劇は存在するための基盤を失い、急速に衰微することとなる。

### トレチェント音楽
14世紀イタリアの音楽は、トレチェント音楽（300の意味。この場合は1300年代ということ）と呼ばれる。13世紀に至ってもイタリアではまだ単旋律が主流であったが、14世紀に入るとイタリアは中世都市文化が栄える中、マドリガーレ（牧歌の意か）・カッチャ（狩りの意）・バッラータ（踊り歌の意）といった世俗歌曲にフランスの多声音楽を受け入れ、愛や現世の生活感情をイタリア語でうたいあげた。トレチェント音楽はアルス・ノヴァと同時代以降であるが、彼らの記譜法はアルス・ノヴァに比べればはるかに単純で分かり易く、アルス・アンティクアの延長上にある。これは「トレチェント音楽の関心が単純な旋律の流れと効果的な装飾」にあったため、「理論より実践的傾向が強く、…リズムよりも旋律に重点を置いた作曲法が用いられていた」ためであろう。実質ヴィトリとマショーしかいないアルス・ノヴァに比べ、ペトラルカやヴィトリと交友があったヤコポ・ダ・ボローニャ、盲目の名オルガニストのフランチェスコ・ランディーニ、ランディーニの師として知られるロレンツォ・ダ・フィレンツェを始め、多くの作曲家が知られる。彼らの作品は大英図書館に保存されているロバーツブリッジ写本、鍵盤音楽最古の写本とされるファエンツァ写本、フィレンツェのロレンツォ図書館蔵でトレチェント音楽最大の一次資料とされるスクアルチャルーピ写本で知ることができる。

### メネトリエ
封建領主、貴族などの一定のパトロンに雇われ、彼らの城館でおのおの得意な楽器を演奏したり、トルバドゥールやトルヴェールの作品を歌ったり伴奏したりする人々はメネストレルと呼ばれていたが、13世紀中ごろからメネトリエとも呼ばれるようになり、14世紀に入るとこの呼称が一般化した。1321年にはパリに聖ジュリアン楽士組合（メネストランデーズ）が結成され、定期的な集会が開かれ、音楽教育を目的とした学校も設立された。イギリスではフランスの影響によって早くからミンストレル（メネストレルよりも意味が広く、宮廷歌人や大道芸人を含む）の伝統が確立し、宮廷においては特許状を受けた「国王のミンストレル」が活躍するようになり、15世紀中ごろまでには組合も成立したが、その代表的なものは都市に定着し、「市のミンストレル」と呼ばれるようになった。いずれにしても、宮廷音楽家としてのメネトリエやミンストレルの活動が盛んだったのは13～15世紀であり、その後は次第に衰退する。

### アルス・スブティリオル
14世紀後半になると、アルス・ノヴァとトレチェントの交流がアヴィニョン教皇庁の宮廷などを舞台に生まれ、音楽史上まれに見る複雑な音楽様式が展開された。以前はこれはアルス・ノヴァ後期とされたが、近年ではアルス・スブティリオル（繊細様式）として扱われるようになっている。極端にまで技巧的な作風、通常の黒符を白抜きにする・赤や青の符を用いる・拍子記号を頻繁に変化させるなど複雑極まりないリズムを表記するための記譜上の工夫、視覚効果を狙っての円形やハート形の楽譜などを特徴としている。「煙の歌」が名高いソラージュ、トレボール、フランスやイタリアで活躍した最初のフランドル人作曲家ヨハンネス・チコーニア、ハープ奏者でもあったジャコブ・ド・サンレーシュ、ハート形や円形の楽譜が有名なボード・コルディエなどが挙げられる。パリ近郊のシャンティイ城に保存されていたシャンティ写本で知られる。

### マイスタージンガー
ドイツでは14世紀以降、騎士階級を基盤とするミンネジンガーは、靴屋・仕立屋・織匠・金細工師等が組合を組織して詩と歌の腕を磨き合い合格するとなれたマイスタージンガーに取って代わられていく。ドイツ諸都市の勃興が背景にあるという。歌われる題材は当初は宗教的カトリック的であったが、宗教改革後はルターの福音主義を採り、16世紀に入ると宴会歌として娯楽要素が増し、時事問題、歴史もの、滑稽ものなども歌われるようになった。が、歌唱は一貫して単旋律であった。他国が優れた多声音楽を栄えさせた15-16世紀に至ってもなお単旋律歌曲に熱中しているあたりは、当時のドイツ音楽の後進性をあらわしていると皆川達夫は評している。

### イングランドの3度和声
イングランドの15世紀以前の音楽の資料はごく限られているが、ポリフォニーが盛んに歌われていたことは明らかである。大陸では見られない3度と6度の和音の多用がイングランドの音楽の特徴で、13世紀末あるいは14世紀初めころつくられた有名な「夏のカノン」、14世紀初めにつくられた「めでたし童貞マリアの御胎 Beata Viscera」、14～15世紀に数多くつくられたキャロル（中世フランスの舞曲から派生した民衆的な宗教歌、アジャンクールの戦いの戦勝記念の「神に勝利を感謝せよ Deo gratias Anglia」がとくに有名）ではそれぞれ3度と6度の音程が極めて効果的に使われている。また聖歌を歌う際に行われたファバードンという即興演奏法は、平行オルガヌムの応用ともいえる方法で、聖歌の三度下と完全四度上の音程で並行に動く対旋律をつけるというもので、結果的に全ていわゆる6の和音となる。3度と6度の音程は中世音楽理論では否定されているが、ポリフォニーを楽譜に頼らず即興で歌ううちに理論に頼らず耳で快い響きを持つ長三度（純正三度）を見つけたのではないかという推測がある。これは15世紀に入って、初期ルネサンスの詩人や理論家が言及した「甘美な響き」の起源であり、ピタゴラス音律に代わって純正律が登場したできごとであった。

### そしてブルゴーニュ楽派へ
百年戦争末期、フランス北部はイングランドの占領下におかれ、イングランド国王ヘンリー5世の弟ベッドフォード公ジョンは1422年～1435年まで摂政としてフランスに滞在した。公に仕えていて同行したジョン・ダンスタブルは音楽家であると同時に数学者、天文学者でもあったが、彼の作品はフランスのアルス・ノヴァの手法を借用しながらも、より自然な旋律の流れや響きの良い音程の使用などで、フランスの同様の作品とは一線を画している。このようなイングランドの音楽作品は、大陸の音楽家に計り知れない影響を与えた。

ダンスタブルの死後20年ほど経った1477年、フランドル出身の音楽理論家ティンクトリスは、次のように記している。
…この時代（15世紀中ごろ）にいたって、われら（大陸）の音楽は、新芸術とも呼ぶべき優れたものとなってきた。その新芸術は、ダンスタブルを代表とするイングランド人によってはじめられたものである。…
また、1441年頃にブルゴーニュ公国の宮廷で活躍していた詩人マルタン・ルフランが、フィリップ善良公に献呈した詩集の中で、デュファイらの新しい歌曲の書き方には、ダンスタブルの影響をうかがわせる「イングランドの表情」が見られると言っている。
ブルゴーニュ公国の宮廷と関係を保っていた15世紀のフランドル出身の音楽家たちは、ブルゴーニュ楽派と総称される。彼らは少年期にフランドルで中世以来フランスで開発されてきた多声書法を、若い頃イタリアで活躍してかの地の音楽を、そして百年戦争末期に滞在していたイングランドの音楽家からイングランド特有の作曲法を学び、各国の音楽技法の総合化・国際化を果たした。その総合化の仕事を最も著しく、かつ最も精力的に果たしたのが、ギョーム・デュファイであった。皆川達夫は、音楽におけるルネサンスとはデュファイの創作とともに始まり、展開していったと評価している。金澤正剛は「この新しい指導者の手によって音楽史の新しい時代が展開することとなった事実には疑う余地もない」としている。一般的にはここからルネサンスが始まると考えてよいだろう。
こうしたブルゴーニュ楽派を、「〈中世の秋〉であるとともにルネサンス時代の夜明けである」「中世的要素と近世的要素を併せもつ過渡期」としている記載もある。が、その場合でも15世紀半ば以降のフランドル楽派を中世とはしない。中世西洋音楽が完全に終わるのはここと考えてよいだろう。

## 中世に使用された楽器

### 弦楽器
- レベック（弓奏リュート。リュートもしくはヴァイオリン属） en:Rebec
- フィドル（またはヴィエレ。ヴァイオリン属） en:Vielle
- リュート
- ギターン（小型リュート） en:Gittern
- シトル（中世ギター） en:Citole
- プサルテリウム（ツィター属」） en:Psaltery
- ダルシマー (またはドルチェ・メロス。打奏ツィター） en:Hammered dulcimer
- リラ（竪琴）
- クルース（またはクロッタ。弓奏のリラ属） en:Crwth
- 中世ハープ Harp
- ハーディガーディ（またはオルガニストルム、シンフォニアとも。）
- チェンバロ

### 管楽器
- クルムホルン（オーボエ属。リードを直接、口でくわえず、木製キャップに息を吹き込むことで振動させる。） en:Crumhorn
- シャルマイ（またはショーム、ピッファロとも。オーボエ属） en:Shawm （日本にはチャルメラという名で伝わる）
- リコーダー（縦笛。フルート属）
- ファイフ（横笛。フルート属） en:Fife (instrument)
- ゲムスホルン（閉管式の指孔のある角笛。円錐の底面側から息を吹き込む。発音原理的には気柱が振動する管楽器ではなく、ヘルムホルツ共鳴器とみなせる。） en:Gemshorn
- ツィンク（指孔のある角笛。ホルン属） en:Cornett（角笛から木管のコルネット(cornett)が生じたが、現在のコルネット(cornet)とは異なる）Zink
- サックバット（トロンボーン） en:Sackbut
- トロンバ（またはブイジーネ：中世ナチュラルトランペット） en:Buisine , trompette
- 中世ミュゼット（あるいはコルネミュゼ。バグパイプ属） pa-cabiran.instrumentsmedievaux.org : cornemuses medievales[リンク切れ]
- オルガン （固定式オルガン、ポシティフ・オルガン、パイプ・オルガン）
- オルガネット（手持ちオルガン、ポルタティフ・オルガン） de:Portativ

### 打楽器
- タンブラン（中世プロヴァンス太鼓）
- タンバリン